# موت السيدة ماغنتي
موت السيدة ماغنتي (بالإنجليزية: Mrs McGinty's Dead)‏، رواية تحقيق من تأليف أغاثا كريستي، نشرت في الولايات المتحدة الأمريكية في فبراير 1952، وفي المملكة المتحدة في آذار من نفس العام، كما نشرت الرواية بعنوان آخر هو «الدم سوف يخبر».
ظهر في الرواية المحقق هيركيول بوارو والكاتبة أريادني أوليفر.

## ملخص الرواية
يتم العثور على السيدة ماغنتي مقتولة بطريقة بشعة في منزلها، وجميع الأدلة تشير إلى أن قاتلها هو المستأجر الشاب الذي يسكن عندها، جيمس بانتلي، وهذا من أجل الاستيلاء على أموالها التي كانت تخفيها في أحد أركان البيت.
لكن المفتش سبنس المكلف بالقضية لا يبدو مقتنعا بأن بانتلي هو المجرم الحقيقي، ويطلب العون من صديقه بوارو.
يجد بوارو صعوبة في التحقيق، فالجريمة وقعت منذ فترة، وأغلب معالم مسرحها اختفت. عند استجوابه لأهل القرية وقريبة القتيلة جميعه يؤكدون أنهم مقتنعون أن جيمس بانتلي هو القاتل، وحتى جايمس بانتلي لا يبدو متحمسا لفكرة إثبات براءته ويتقبل حكم الإعدام الذي صدر عليه، مما يصعب الأمر أكثر على بوارو لأن بيده وقت محدود للوصول إلى الحقيقة.
عند تفتيشه لأغراض السيدة ماغنتي، يجد بوارو صفحة من جريدة «الساندي تايمز» وقد تم قص إحدى مقالاتها، ويتبين أن المقال يعرض قصة جرائم مختلفة قامت بها ثلاث نساء، وكيف تواصل هؤلاء النسوة حياتهن بعد بدءهن لحياة جديدة، يقتنع بوارو أن سبب قتل السيدة ماغنتي هو معرفها لإحدى النساء اللواتي ظهرن في الصحيفة، وأن تلك المرأة -أو ابنتها مثلا- تعيش في القرية، وقد قامت بقتل السيدة ماغنتي حتى لا تكشف ماضيها المشبوه لأهالي القرية.
في غضون التحقيق تحدث جريمة قتل ثانية في القرية، يتبين أن لها علاقة بالجريمة الأولى، ويتأكد بوارو قطعا أن جايمس بانتلي ليس له علاقة بالجريمة، وأن القاتل لا زال حرا طليقا. تساعد بوارو في التحقيق السيدة أوليفر، التي جاءت للقرية حتى تتفق مع أحد الشباب لتحويل إحدى رواياتها إلى مسرحية.

## الاقتباس
- -اقتبس من الرواية فيلم عام 1964 مع تغيير في العنوان والأحداث وقد تم استبدال شخصية بوارو بالآنسة ماربل.
- -اقتبس من الرواية إحدى حلقات مسلسل "اغاثا كريستي بوارو" عام 2007 من بطولة ديفيد سوشي بدور هيركيول بوارو.

## العناوين العالمية
- تم الحفاظ، في أغلب الترجمات العالمية، على العنوان الأصلي «موت السيدة ماغنتي»، وتغييره في أخرى، مثل «عودة بوارو» في الترجمة الهولندية، «بوارو في مواجهة الحقيقة» في الترجمة البرتغالية
- وتم نشرها بعنوان«موت السيدة العجوز»
- وتم نشرها«بعنوان وفاة غامضة» نشرتها دار الحياة

## الترجمة العربية
- قام الاديب الراحل عمر عبد العزيز أمين بترجمة الرواية تحت عنوان «أخطاء القضاة» ونشرت من دار ميوزيك للطبع والنشر. وتحمل الرواية الرقم (03) ضمن السلسلة.[2]
- ترجمة عمرو يوسف الرواية تحت عنوان «الجريمة المعقدة» وصدرت من مكتبة المعروف.[3]

## روابط خارجية
- معلومات حول الرواية في الموقع الرسمي لأغاثا كريستي (باللغة الإنجليزية).
- معلومات حول الفيلم المقتبس من الرواية عام 1964 (باللغة الإنجليزية).
- معلومات حول حلقة مسلسل «اغاثا كريستي بوارو» المقتبسة من الرواية عام 2008 (باللغة الإنجليزية).
- معلومات حول الرواية في الموقع الرسمي لدار الأجيال (باللغة العربية).